# Френсіс Дуглас
Френсіс Вільям Бувері Дуглас (англ. Francis William Bouverie Douglas; 8 лютого 1847, Шотландія, Дамфріс — 14 липня 1865, Швейцарія, Матергорн) — шотландський лорд, альпініст. У складі групи альпіністів брав участь у першому вдалому сходженню на вершину Матергорн у Швейцарії. Загинув під час спуску з вершини разом із частиною групи.

## Ранні роки
Народився 8 лютого 1847 року у Дамфрісі, Шотландія, в родині Арчибальда Вільяма Дугласа, 8-го маркіза Квінсберрі, шотландського політика, та його дружини Керолайн, дочки генерала сера Вільяма Клейтона, англійського політика. У Френсіса була старша сестра, леді Гертруда Джорджиана Дуглас (1842—1893), старший брат Джон Шолто Дуглас (1844—1900), який згодом став дев'ятим маркізом Квінсберрі, а також молодший брат Арчибальд Едвард Дуглас (1850—1930) і молодші брат і сестра, близнюки лорд Джеймс Дуглас (1855—1891) і леді Флоренс Дуглас (Діксі) (1855—1905). Френсіс був дядьком лорда Альфреда Дугласа, коханця Оскара Вайльда.
Навчався в академії Единбурга.
У 1858 році батько Френсіса був убитий на полюванні випадковим пострілом, хоча більшість була впевнена, що він вчинив самогубство. У 1862 році його мати навернулася у католицизм і відвезла всіх дітей до Парижа.

## Сходження на Матергорн і загибель
Ще до повноліття Френсіс провів кілька сезонів в Альпах, займаючись альпінізмом. Він мав хорошу фізичну підготовку та відповідну статуру. У 1865 році Френсіс Дуглас, спільно з Петером Таугвальдером і Йозефом Віаніном, зробив кілька спроб зайти на вершину Обер-Габельгорн, на той момент ще непокорену. Їм вдалося піднятися на вершину з третьої спроби, 7 липня 1865 року, північно-північно-західним гребенем, що стало другим успішним сходженням на вершину, і першим цим маршрутом. Вершина була підкорена днем раніше групою англійського альпініста Адольфа Мура. Френсіс та його група під час сходження не знали про успіх групи Мура. Під час невдалих спроб сходження на Обер-Габельгорн Френсісу та його групі вдалося здійснити перші сходження на нижчі вершини Унтер-Габельгорн (3391 метр) та Велленкуппе (3903 метри).

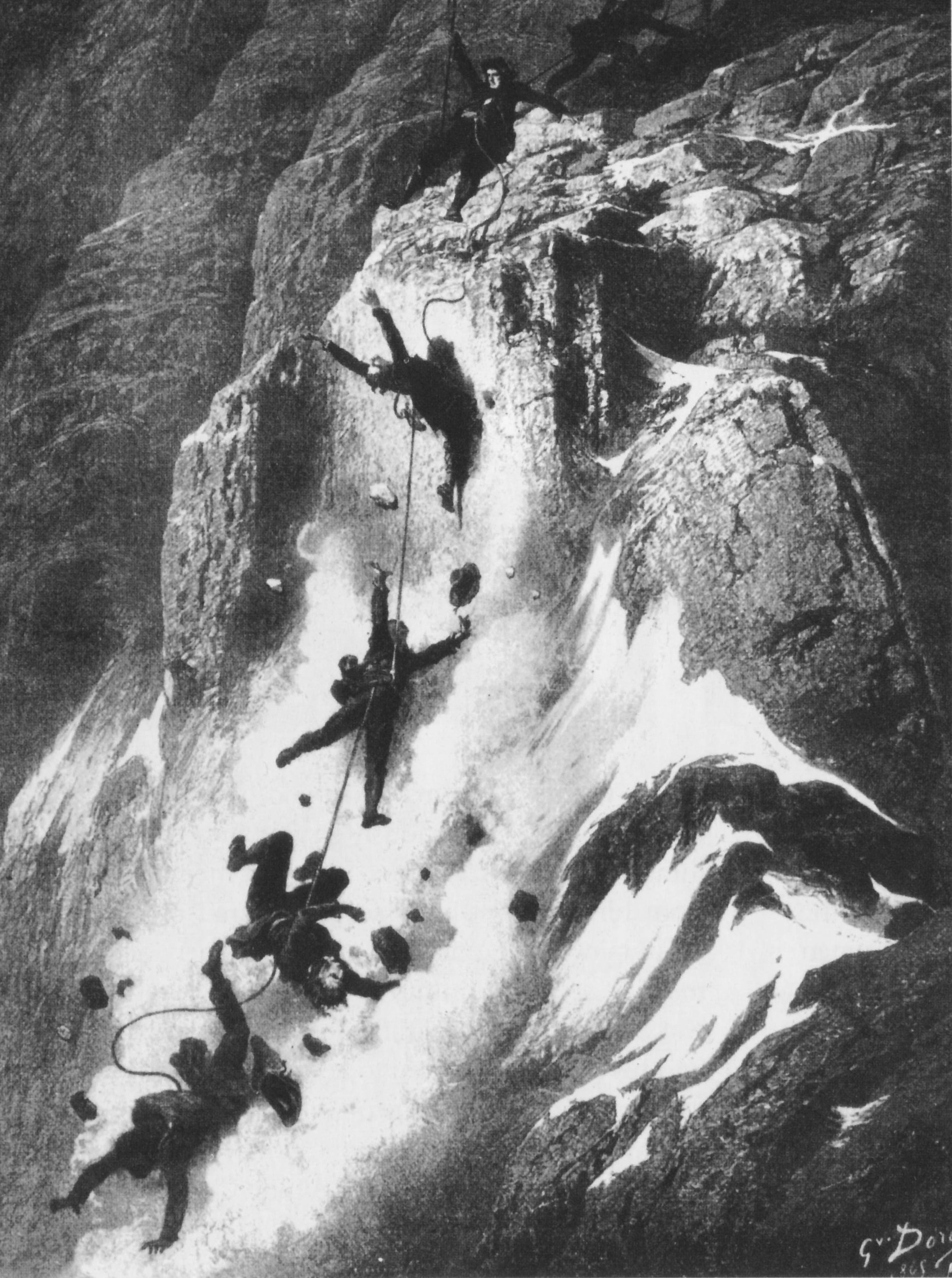
Падіння Кро, Гедоу, Гадсона та Дугласа з Матергона (Гюстав Доре, 1865)

Після сходження на Обер-Габельгорн, Френсіс і Таугвальдер вирушили до Церматта, щоб спробувати піднятися на Матергорн. У Церматті Френсіс зустрів англійського альпініста Едварда Вімпера, який збирався зробити чергову, дев'яту за рахунком, спробу сходження на Матергорн. Вімпер запропонував Дугласу об'єднати зусилля, щоб випередити іншу групу альпіністів, очолювану італійським провідником Жаном-Антуаном Каррелем, які йшли на сходження гребенем Ліон. Френсіс погодився, і 13 липня 1865 року о 5:30 ранку група: Едвард Вімпер, лорд Френсіс Дуглас, Дуглас Роберт Гедоу, Чарльз Гадсон, провідники Мішель Кро, Петер Таугвальдер (батько) та Петер Таугвальдервал (син), стартувала з Церматті.
Група успішно здійснила сходження на Матергорн гребенем Гернлі наступного дня, 14 липня, випередивши групу Кареля. Пробувши на вершині близько години, вони почали спускатись. Під час спуску Гедоу послизнувся, і впав униз, потягнувши за собою Кро, Гадсона та Дугласа. Група йшла у зв'язці, проте мотузка не витримала ваги чотирьох альпіністів і обірвалася. Вімпер і Таугвальдери, що залишилися живими, успішно спустилися в Церматт наступного дня, й організували пошукову експедицію. 16 липня 1865 року тіла Кро, Гедоу та Гадсона були знайдені на льодовику Матергорн більш ніж за 1000 метрів по вертикалі вниз від місця, звідки вони зірвалися вниз, проте тіло Френсіса так і не було знайдено. Рятувальникам вдалося виявити лише черевики, пояси та рукавички Дугласа.
Після смерті Дугласа королева Сполученого королівства Великобританії та Ірландії Вікторія мала намір випустити заборону на сходження англійських альпіністів на Матергорн, щоб уникнути подальших непотрібних жертв. Однак заборона так і не була випущена, а успіх і трагедія групи Вімпера підвищила інтерес до вершини серед альпіністів.